# Piz Giuv
Piz Giuv är en bergstopp i Schweiz.   Den ligger i regionen Surselva och kantonen Graubünden, i den centrala delen av landet, 100 km öster om huvudstaden Bern. Toppen på Piz Giuv är 3 096 meter över havet.
Terrängen runt Piz Giuv är huvudsakligen bergig, men den allra närmaste omgivningen är kuperad. Närmaste större samhälle är Erstfeld, 13,4 km norr om Piz Giuv. 
Trakten runt Piz Giuv består i huvudsak av gräsmarker. Runt Piz Giuv är det glesbefolkat, med 11 invånare per kvadratkilometer.